# Степина
Сте́пина (рос. Степина) — присілок у складі Байкаловського району Свердловської області. Входить до складу Баженовського сільського поселення.
Населення — 113 осіб (2010, 143 у 2002).
Національний склад населення станом на 2002 рік: росіяни — 97 %.